# Coenogonium byssothallinum
Coenogonium byssothallinum är en lavart som beskrevs av Aptroot & Lücking. Coenogonium byssothallinum ingår i släktet Coenogonium och familjen Coenogoniaceae.   Inga underarter finns listade i Catalogue of Life.